# Plestin-les-Grèves
Plestin-les-Grèves (bretonsko Plistin) je letoviško naselje in občina v francoskem departmaju Côtes-d'Armor regije Bretanje. Leta 2007 je naselje imelo 3.701 prebivalca.

## Geografija
Kraj leži v bretonski pokrajini Trégor ob Lannionskem zalivu, 17 km jugozahodno od Lanniona.

## Uprava
Plestin-les-Grèves je sedež istoimenskega kantona, v katerega so poleg njegove vključene še občine Lanvellec, Ploumilliau, Plouzélambre, Plufur, Saint-Michel-en-Grève, Trédrez-Locquémeau, Tréduder in Trémel s 9.065 prebivalci.
Kanton Plestin-les-Grèves je sestavni del okrožja Lannion.

## Zanimivosti
- galo-rimske terme,
- cerkev sv. Efflamma iz 15. in 16. stoletja,
  - vodnjak sv. Efflamma,
- kapela sv. Barbe,
- kapela sv. Jacuta de Landoaca iz kona 15. stoletja,
- Château de Lesmaës in hiša Kerviziou iz 16. stoletja, hiša Leslach iz 17. stoletja.